# Коммерческий банк Эфиопии
Коммерческий банк Эфиопии (англ. Commercial Bank of Ethiopia, CBE) — крупнейший коммерческий банк Эфиопии. По состоянию на июнь 2021 года у него было активов на сумму около 1,1 трлн. быр, примерно 67 % вкладов и около 53 % всех банковских кредитов в стране. В банке работает около 22 908 сотрудников, которые обслуживают его штаб-квартиру и более 1000 отделений, расположенных в крупных городах и региональных центрах. Последние включают 120 отделений в столице страны Аддис-Абебе. С открытием филиала в Гечи в зоне Иллубабор банковская сеть КБЭ достигла 783 отделения. По состоянию на 10 августа 2018 года у банка имеется 1284 отделения.
У банка также есть два отделения в Южном Судане. Он рассматривает возможность повторного открытия отделения в Джибути, а также открытия отделений в Дубае (ОАЭ) и Вашингтоне (США) для обслуживания эфиопской диаспоры.
Банк является пионером внедрения современного банковского дела в Эфиопии, ему ставят в заслугу роль катализатора экономического прогресса и развития страны. Также это первый банк в Эфиопии, который установил банкоматы для местных клиентов.

## История

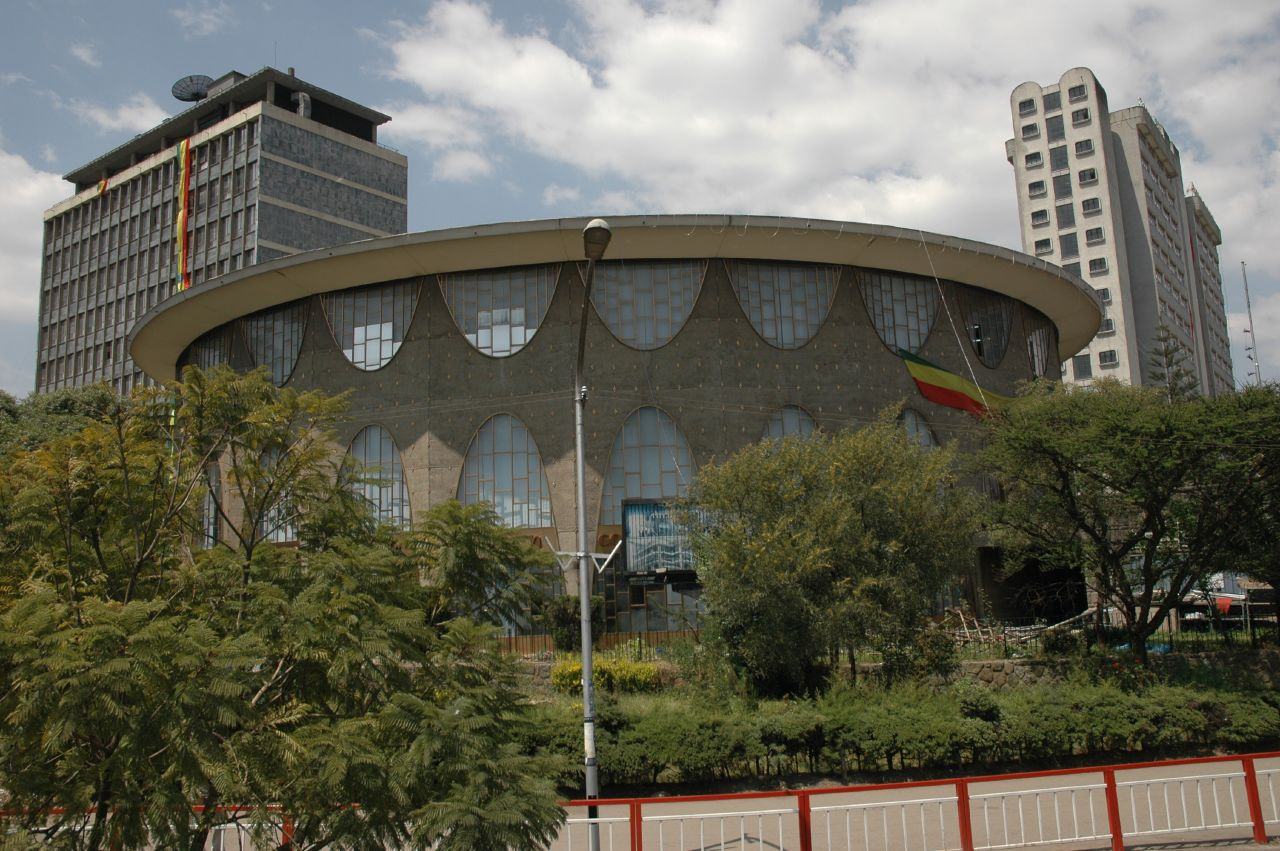
Здание Коммерческого банка Эфиопии в Аддис-Абебе

После победы Эфиопии над фашистской Италией новое правительство в августе 1947 года издало указ о создании Государственного банка Эфиопии (ГБЭ). ГБЭ начал полноценно работать 15 апреля 1943 года, открыв два отделения с 43 сотрудниками. Он выступал в роли как центрального банка Эфиопии с правом выпуска банкнот и монет в качестве агента Министерства финансов, так и главного коммерческого банка в стране. В 1945 году правительство Эфиопии предоставило банку исключительное право выпуска денежной единицы. Первым управляющим банка был американец Джордж Блауэрс (George Blowers). Он учредил новую национальную валюту, которая была обязана своим успешным появлением США. США предоставили серебро для 50-центовых монет, собственная стоимость которых обеспечила массовое принятие новых бумажных денег населением, привыкшим к обращению серебряных талеров Марии Терезии. В 1958 году Государственный банк Эфиопии открыл отделение в Хартуме (Судан). Со временем филиальная сеть ГБЭ выросла до 21 отделения.
В 1950-х годах ГБЭ открыл отделение в Джибути. В 1920 году Банк Абиссинии открыл транзитный офис в Джибути. В какой-то момент после создания Государственного банка Эфиопии вновь открылся транзитный офис, который со временем стал отделением.
В 1963 году правительство Эфиопии разделило Государственный банк Эфиопии на два банка: Национальный банк Эфиопии (центральный банк) и Коммерческий банк Эфиопии (КБЭ). Семь лет спустя правительство Судана национализировало отделение Коммерческого банка Эфиопии в Хартуме, которое первоначально было суданским отделением ГБЭ.
Правительство Эфиопии объединило Addis Bank с Коммерческим банком Эфиопии в 1980 году, чтобы сделать КБЭ единственным коммерческим банком в стране. Правительство создало Addis Bank в результате слияния недавно национализированного банка Addis Ababa Bank и эфиопских отделений Banco di Roma и Banco di Napoli. Банк Addis Ababa Bank был аффилированным лицом банка National and Grindlays Bank, учреждённым в 1963 году, в котором тому принадлежало 40 %. На момент национализации у банка Addis Ababa Bank было 26 отделений. После слияния банка Addis Ababa Bank с КБЭ КБЭ стал единственным коммерческим банком в Эфиопии со 128 отделениями и 3633 сотрудниками.
В 1991 году, когда Эритрея обрела независимость, правительство Эритреи национализировало местные отделения банка. В 1994 году эти отделения легли в основу банка, который стал Коммерческим банком Эритреи. Также в 1994 году правительство Эфиопии реорганизовало и воссоздало КБЭ.
В 2004 году КБЭ закрыл своё отделение в Джибути из-за проблем с убытками по выданным кредитам.
В январе 2009 года КБЭ получил одобрение регулирующих органов на открытие отделения в Джубе (Южный Судан). КБЭ расширил своё присутствие в Южном Судане до пяти отделений в Джубе и Малакале, но продолжающийся конфликт в стране вынудил КБЭ закрыть все отделения, кроме двух отделений в Джубе.
Несколько лет назад, правительство провело реструктуризацию КБЭ и подписало договор с Royal Bank of Scotland на оказание консультационных услуг по вопросам управления. После смерти прежнего президента КБЭ, г-на Гезахенья Йилмы (Gezahegn Yilma), правление назначило г-на Абие Сано (Abie Sano) новым президентом Банка. Недавно парламент увеличил капитал банка до 4 миллиардов эфиопских быр.